# 토미 앳킨스
토미 앳킨스(Tommy Atkins, 또는 간단히 토미/Tommy)는 영국 육군에서 일반 병사를 칭하는 속어이다. 19세기에 명확히 확립된 용어이지만 특히 제1차 세계 대전과 관련되어 있다. 독일 병사들은 영국군에게 말하고자 할 때 무인지대에서 "토미"를 외쳤다. 프랑스와 영연방군들은 영국군을 토미스(Tommies)로 불렀다. 근래에 토미 앳킨스는 자주 쓰이는 편은 아니지만 "톰"(Tom)이라는 이름이 여전히 사용된다.

## 같이 보기
- 영국 육군